# Matt Harman
Matthew "Matt" Harman är en brittisk ingenjör som var senast teknisk direktör för det franska Formel 1-stallet Alpine F1.
Han inledde sin yrkeskarriär med att arbeta först för ingenjörsföretaget Ricardo. Senare bytte han arbetsgivare och blev lagledare för ingenjörerna hos Ilmor Engineering (och dess efterföljare). Harman var där fram till 2011 när han blev överförd till Formel 1-stallet Mercedes Grand Prix för att vara chef för integration av drivlina och överföringsdesign. I september 2018 lämnade han Mercedes för att arbeta hos Renault F1 som ställföreträdande chefsdesigner medan i maj 2019 blev han befordrad till att vara chefsingenjör. Den 6 september 2020 meddelade Renault att Renault F1 skulle ersättas med Alpine F1 från och med 2021 års säsong. I februari 2022 utsågs han till teknisk direktör för stallet när Alpine F1 gjorde en omorganisation i ledningen och den förre tekniska direktören Pat Fry blev då CTO.